# Шаста (язык)
Шаста (Sastean, Shasta, Shastan) — мёртвый шастанский или изолированный язык, на котором раньше говорил народ шаста, который проживает в Северной Калифорнии в США. Также имел 4 диалекта, включая диалект окванучу. К 1980 году оставалось два свободно говорящих на шаста пожилых человека. В настоящее время оставшиеся шаста говорят на английском языке. Народ объединил свою идентичность с племенем карука и рассматривается как носители языка карука.